# Гандоже, Мишель
Мише́ль Гандоже́ (фр. Michel Gandoger или фр. Jean Michel Gandoger, 10 мая 1850 — 4 октября 1926) — французский ботаник, миколог и врач.

## Биография
Мишель Гандоже родился 10 мая 1850 года.
Гандоже, чей отец был богатым владельцем виноградников в Божоле, посвятил всю свою жизнь изучению ботаники.
Мишель Гандоже собрал гербарий из 800000 экземпляров, распределённых в 5000 эскизах.
Он посвятил себя ботаническим исследованиям Средиземноморья, собирая экземпляры на Крите, в Испании, Португалии и Алжире. Гандоже внёс значительный вклад в ботанику, описав множество видов растений.
Мишель Гандоже умер 4 октября 1926 года.

## Научная деятельность
Мишель Гандоже специализировался на папоротниковидных, семенных растениях и на микологии.

## Публикации
- 1875. Flore Lyonnaise et des départements du sud-est, comprenant l'analyse des plantes spontanées et des plantes cultivées comme industrielles ou ornementales. Paris, Lyon (Lecoffre fils et Cie). [I]—VII, [I]—LIV, [1]—322[2].
- 1882. Revue du genre Polygonum. Paris, F. Savy: [1]—66[2].
- 1883—1891. Flora europaea. 27 volumes[2].
- 1884. Herborisations dans les Pyrénées. Paris, F. Savy, Londres, R. Quaritch, Berlin, Friedland: 74 pp[2].
- Monographie mondiale des Crucifères (3 volumes. 25000 espèces)[2].

## Почести
В его честь были названы следующие виды растений:
- Mulinum gandogeri M.Hiroe[4]
- Anthurium gandogeri Sodiro in Gand.[5]
- Hieracium gandogeri (Zahn) Zahn[6]
- Sonchus gandogeri Pit.[7]
- Halimium gandogeri Janch.[8]
- Carex gandogeri H.Lév. ex Gand.[9]
- Anthyllis gandogeri Sagorski[10]
- Brachypodium gandogeri Hack. ex Gand.[11]
- Nardurus gandogeri Gredilla[12]
- Poa gandogeri Fedde[13]
- Leucadendron gandogeri Schinz ex Gand.[14]